# Paul Chain
Paolo Catena, noto principalmente con il nome d'arte Paul Chain (Pesaro, 27 giugno 1962), è un musicista e produttore discografico italiano, attivo prima come chitarrista e organista nel gruppo metal Death SS e in seguito come cantante e polistrumentista solista; per alcuni anni fu anche membro della formazione garage rock Boohoos.

## Biografia

### Gli esordi con i Death SS (1977-1984)
Nel 1977, assieme all'amico pesarese Steve Sylvester (all'anagrafe Stefano Silvestri) fonda i Death SS, gruppo storico che unisce la propria musica estrema con un'iconografia orrorifica e tematiche legate all'occultismo: questo stile innovativo verrà poi denominato da alcuni "horror metal".
La band propone spettacoli forti e molto avanti per i suoi tempi e ha subito un certo seguito, tant'è che la RAI la ospita al programma Mister Fantasy nonostante non abbia ancora pubblicato neanche un album.
Parallelamente all'attività di questo gruppo, nel 1979 nasce il cosiddetto Paul Chain Group, con cui suona durante i lunghi periodi di pausa dei Death SS. Il complesso, che pone le basi per la futura carriera solista, dà luce spesso a composizioni improvvisate, che si avvalgono del cantato di Chain, caratterizzato dall'utilizzo di una lingua fonetica inventata.
Nel 1982 Sylvester è costretto ad abbandonare i Death SS e Chain decide di proseguire sostituendolo con il cantante Sanctis Ghoram. Nel 1983 viene così pubblicato l'EP Evil Metal, la cui distribuzione, tuttavia, viene presto interrotta, a causa di imprevisti difetti di riproduzione riscontrati in tutte le copie stampate e nel 1984 Paul Chain decide di sciogliere il gruppo. Nel 1987 sarà poi pubblicata la raccolta The Story of Death SS 1977-1984, curata dallo stesso Chain, che raggruppa parte della musica prodotta dal gruppo fino allo scioglimento. 
I due membri fondatori dei Death SS, Paul e Steve, si incontreranno di nuovo nei primi anni novanta, e il primo suonerà nei due album solisti di Sylvester, partecipando con lui anche all'edizione italiana del festival internazionale Monsters of Rock del 1993.
Brani in cui Paul Chain compare alla chitarra sono stati inseriti anche nelle raccolte The Horned God of the Witches e The Story of Death SS 1977-1984 - Part Two, pubblicate rispettivamente nel 2004 e nel 2008, contenenti altri brani registrati dalla prima formazione dei Death SS.

### Il Paul Chain Violet Theatre e la carriera solista (1984-2003)
Dopo lo scioglimento dei Death SS, Chain fonda il Paul Chain Violet Theatre, progetto più sperimentale che si discosta dalle trame negative del precedente gruppo (nonostante vi suonino alcuni ex-membri) e che musicalmente gli permette una maggiore espressività e il coinvolgimento di altri musicisti. 
Il gruppo tiene il suo primo concerto nel settembre del 1984 a Falconara, durante la manifestazione "Rock A" e l'evento viene ripreso dalle telecamere di Rai 3. Il debutto discografico di questo nuovo progetto avviene nello stesso anno con Detaching from Satan, uscito per la Minotauro Records, etichetta discografica fondata da Marco Melzi, della quale Chain diventerà in seguito direttore artistico e produttore discografico.
Contemporaneamente ai suoi progetti, nel 1986 Paul Chain entra a far parte dei Boohoos, gruppo rock formato anche da ex membri dei Cani, con i quali collaborerà negli anni a venire, impegnato alle tastiere e all'organo.

Nello stesso anno il Paul Chain Violet Theatre pubblica l'album In the Darkness, del quale i Death SS (riformatisi nel 1988 con componenti del tutto differenti, ad eccezione del primo cantante), rivisiteranno i brani Welcome to My Hell e In the Darkness, per inserirli in Black Mass (1989), una delle loro opere più importanti. Poco dopo l'uscita di In the Darkness, il Violet Theatre si ripresenta con l'EP Picture Disc che, come il titolo suggerisce, è stampato nell'omonimo formato. Nel 1987 un EP dei ternani Warhead, dal titolo X-Mas Bop / White Christmas, vede la presenza all'organo hammond di Paul Chain, il quale in seguito collaborerà con loro anche in veste di produttore artistico.
Nel 1989 esce il doppio LP Violet Art of Improvisation, composto da brani improvvisati e pubblicato semplicemente come Paul Chain: dopo qualche anno, infatti, Chain ha accantonato il Paul Chain Violet Theatre, iniziando a pubblicare i dischi con il solo logo PAUL CHAIN, fra i quali il più noto è Alkahest, opera fondamentale del doom italiano realizzata insieme a Lee Dorrian, ex-cantante dei Napalm Death proveniente dagli inglesi Cathedral. Chain evolve poi la sua musica in diverse direzioni musicali ed espressive, creando l'idea dei Container (ogni container aveva un numero diverso, che ne classificava il progetto, i membri del gruppo e il tipo di sonorità) e dei Paul Chain Experimental Information (una formazione priva di limiti stilistici), inoltre collabora con decine di musicisti italiani e stranieri, tra cui Wino dei Saint Vitus.
Nel 2002, con i Paul Chain Experimental Information, registra il brano Ai confini della realtà, realizzato per il progetto Not of This Earth, una compilation in 3 CD che costituisce un omaggio musicale al cinema fantascientifico d'epoca, edita dalla Black Widow Records.

### Il nuovo percorso artistico (2003-oggi)
Nel 2003 Catena decide di abbandonare il vecchio pseudonimo e personaggio Paul Chain, facendolo "morire" artisticamente, e conclude il suo lungo percorso artistico con la pubblicazione di due raccolte di brani inediti.
Da questo momento continua a proseguire nella sperimentazione musicale con un nuovo progetto underground chiamato Translate, insieme alla moglie Lola Sprint, anch'ella musicista, e diffonde la propria musica gratuitamente sul proprio sito web o con copie da lui stesso confezionate ed autografate.
Nel 2010 il progetto viene accantonato e Catena si dedica alla ricerca di nuove forme musicali ed espressive che vuole lontane dalla globalizzazione mediatica, adoperando vari pseudonimi.
Nello stesso anno collabora al debutto da solista di Lola Sprint, Mon Voyage.
Il 13 dicembre 2011 la High Roller Records fa uscire il singolo Vivid Eyes in the Dark, che riesuma il brano omonimo e Pentagon Society, due vecchie registrazioni risalenti addirittura al 1984, effettuate dal Paul Chain Violet Theatre.
A marzo 2012 esce Quadrimusicali, un'opera contenente nuovi brani musicali composti parallelamente alla realizzazione di quadri astratti, in omonimia coi brani a cui sono rispettivamente associati, dipinti dallo stesso Catena tra il 1982 e il 2010.
Ciascuna composizione dell'album, nella prima edizione, è corredata da una fotografia raffigurante il relativo quadro.
In copertina compare per la prima volta il vero nome dell'artista, Paolo Catena.
Nel 2016 La Radical Matters Edizioni pubblica di sua iniziativa l'oggetto d'arte concettuale Satan's Future - Dying Edition, presentato in anteprima all'Auditorium Parco della Musica di Roma: il brano (effettivamente composto e registrato da Paul Chain nel 1981) è ora inciso su un disco in ceramica progettato per deteriorarsi nel tempo, a ogni riproduzione, fino a non emettere più alcun suono, mimando in tal modo il decesso dell'alter-ego Paul Chain. La confezione contiene del terriccio, in cui l'opera andrebbe conservata a mo' di reliquia, una volta che i solchi si siano definitivamente consumati.

## Discografia

### Con i Death SS
- 1983 - Evil Metal (EP - Metal Eye)
- 1987 - The Story of Death SS 1977-1984 (CD - Minotauro)

### Con il Paul Chain Violet Theatre
- 1984 - Detaching From Satan (EP, ristampato su CD dalla Minotauro Records)
- 1986 - In the Darkness (LP, ristampato su CD dalla Minotauro)
- 1986 - Picture Disc (EP - Minotauro, ristampato in seguito con il titolo Highway to Hell)
- 1987 - Opera 4th (LP / CD - Minotauro)
- 2011 - Vivid Eyes in the Dark (EP, High Roller Records)

### Con i Boohoos
- 1987 - The Sun, the Snake and the Hoo (EP - Electric Eye)
- 1987 - Moonshiner (LP - Electric Eye)
- 2008 - Here Comes the Hoo (1986-87) (CD compilation - Spittle)

### Come Paul Chain
- 1987 - King of the Dream (singolo 12" / split con i Sabotage / CD + Ash + Picture Disc - Minotauro)
- 1987 - Ash (EP - Minotauro)
- 1989 - Violet Art of Improvisation (2 LP / 2 CD - Minotauro)
- 1989 - Mirror (singolo 7" - Flight Nineteen)
- 1989 - Life and Death (CD - Minotauro)
- 1990 - Klein Circus (CD: split con Kina, Eversor e Madhouse - Circus)
- 1990 - Opera Decima - The World of the End (3 LP / 2 CD - Minotauro)
- 1991 - Les Temps du Grand Frère (singolo 7" - Flight Nineteen)
- 1991 - Whited Sepulchres (LP / CD - Minotauro)
- 1993 - Red Light (singolo 7" / split con i Der Tod - La Bande à Bonnot)
- 1993 - In Concert (CD - Labyrinth)
- 1993 - Sangue (singolo 7" / split con gli Eversor - Chanson d'amour)
- 1994 - Dies Irae (CD + libro - Minotauro)
- 1995 - Alkahest (LP / CD - Flying/Godhead)
- 1996 - Yellow Acid (singolo 7" - LM)
- 1997 - Mirror (CD compilation - Minotauro)
- 1998 - Emisphere (2 CD + libro - Minotauro)
- 2001 - Container 11: Solitude Man (singolo 7" - Beyond... Prod.)
- 2002 - Sanctuary Eve (singolo 7" - Beyond... Prod.)
- 2002 - Park of Reason (CD - Beyond... Prod.)
- 2002 - Relative Tapes on CD (7 CD - Quasar Records)
- 2002 - Paul Chain / Johar (CD: split con i Johar - Quasar Records)
- 2003 - Unreleased Vol. 1 (Minimal Stories) (CD - NLM Records)
- 2004 - Unreleased Vol. 2 (Living for the Memory of the World) (CD - Minotauro)
- 2016 - Satan's Future - Dying Edition (7" + CD - Radical Matters Editions/Label)
- 2023 - The Master and the Bird (singolo 7" - Black Widow Records)

### Con Steve Sylvester
- 1993 - Free Man (CD - Rosemary's)
- 1994 - Broken Soul (singolo - Flying Records)
- 1998 - Mad Messiah (CD - Lucifer Rising)

### Come Paul Chain Experimental Information
- 1998 - Container 1: Glove and Sun (MCD / split con i Fucktotum - P.O.E.)
- 2001 - Experimental Information - Container 47 (CD: split con i Container 47 - LM)

### Come Paul Chain - The Improvisor
- 1999 - Container 4:Official Live Bootleg (2 CD - Minotauro)
- 2001 - Container 168: Master of All Times (CD - Andromeda Relix)
- 2001 - Container 3: Full Moon Improvisation / Window to Hell (singolo 7": split con gli Internal Void - Southern Lord Records)
- 2001 - Container 3000: Sign from Space (LP / CD - Beard of Stars Records)
- 2003 - Container 3000: Cosmic Wind (CD - Beard of Stars Records)

### Come P.C. Translate
- 2005 - Lo-Fi Lovers (MCD - Tra Bla Records)
- 2007 - Collage Creation (CD - Tra Bla Records)
- 2009 - Electronic Music for Videoart (CD + DVD - Tra Bla Records)
- 2013 - Inedits (CD - Tra Bla Records) / IV (2018, LP - Za Project)
- 2018 - V (CD - Tra Bla Records, LP - Za Project)
- 2022 - VI (CD- Tra Bla Records, LP - Za Project)

### Come Paul Cat for Ambientalism
- 2009 - Metropolis (CD - Tra Bla Records)

### Con Lola Sprint
- 2010 - Lola Sprint and the Cat: Mon Voyage (MCD - Tra Bla Records / Lo Scafandro / distribuzione: Wondermark)

### Come Paolo Catena
Trenta album editi dalla New Light Records fra il 2012 e il 2022, tutti intitolati Quadrimusicali ma distinti in base al numero, l'ultimo dei quali è Quadrimusicali 30 (2022).

### Apparizioni in compilation
- 1982 - (con i Death SS) Gathered (LP - Electric Eye)
- 1983 - (con i Death SS) Heavy Metal Eruption (LP - Metal Eye)
- 1986 - (con il Paul Chain Violet Theatre) Eighties Colours (LP - Electric Eye)
- 1989 - (come Paul Chain) 0721 Manicomio (LP - autoprodotto)
- 1991 - (come Paul Chain) Punto Zero Numero 5/6 (LP - Toast)
- 1992 - (come Paul Chain) Supporto Italiano Evoluzione Sonora (LP - Day Records)
- 1993 - (come Paul Chain) Punto Zero Numero 13/14 (LP - Toast)
- 1994 - (come Paul Chain) Per non farci chiudere la bocca... (MC - autoproduzione distribuita con la rivista Umanità Nova)
- 1996 - (come Paul Chain) Dark Passages, Vol. II (CD - Rise Above)
- 2003 - (come Paul Chain Experimental Information, Container 111: Ai confini della realtà) Not of This Earth (CD - Black Widow)
- 2004 - (come Paul Chain) CM Distro Spring Sampler (CD - CM Distro)
- 2008 - (come P.C. Translate) Heavy Rendez Vous, vol. III (CD - New LM Records)